# 余德慧
余德慧（1951年1月10日—2012年9月7日），生於台灣屏東縣潮州鎮，心理學學者，被譽為華人心理學大師，開啟了人文臨床學研究課題，長期關注現象學心理學、生死學、人文臨床、宗教現象學、宗教療癒，開創了華人心理學「余德慧學派」。
曾任國立臺灣大學心理學系教授、國立東華大學族群關係與文化研究所教授、國立東華大學諮商與臨床心理學系創系主任、慈濟大學宗教與文化研究所教授，其開設全臺灣第一門「生死學」，也是《張老師月刊》創辦人之一，逝世後獲追頒中華本土社會科學會終身成就獎。

## 生平

### 學術生涯
1981年，余德慧與陳滿樺女士結婚，1983取得國立臺灣大學臨床心理學博士學位，1985年育有一子余寧智。爾後，他則積極從事於臨床心理學研究及教學，並逐漸體悟到人的生活世界和文化、經濟、政治等息息相關，於是他萌生念頭，毅然邁出研究室，走入人群。 1987年赴美國加州大學柏克萊分校進行博士後研究，研究醫療人類學，同時接觸也到現象學心理學、宗教與臨終照顧等研究領域。1989年，返國任教於國立臺灣大學心理學研究所，他與恩師楊國樞教授在臺大心理系開設了全臺灣第一門「生死學」課程，深受學生喜愛。
1995年，他與顧瑜君結婚，隨著其妻參與創辦國立東華大學教育研究所而移居花蓮，同年香港中文大學人類學系主任喬健返國協助東華之創辦，余德慧與其共同創立了國立東華大學族群關係與文化研究所，並教授民俗與宗教、宗教與文化等課程。1996年起，積極參與花蓮光復鄉社區營造工作，之後也在豐田社區等地方繼續推動社區工作，並於2009年籌設「花蓮鄉村社區大學發展協會」並擔任理事長。1997年起，至花蓮慈濟醫院安寧病房，擔任志工。
2002年，創辦國立東華大學諮商與輔導學系（今諮商與臨床心理學系）並擔任創系主任，以諮商心理學為主，文化人類學、教育心理學、教育社會學為輔，發展族群文化諮商研究項目。其妻顧瑜君教授回顧當年提到：
|  | 余老師移居從首都到後山，從台北來到花蓮生活，他覺得花蓮是個很好的環境，一定要好好生活。我們除了在大學教書，還一起深入社區從事社區營造工作，我們多年來經營的五味屋其實是余老師當年帶領我們營造社區的一個具體成果。余老師晚年因為有糖尿病而眼睛失明，幾乎看不清，但他沒有一天停下來，我們依然常常出入安寧病房做安寧照顧，幫忙受苦的病人與其家屬排解痛苦。 |

2006年8月，自國立東華大學人文社會科學學院退休，受聘至慈濟大學宗教與文化研究所（今更名為宗教與人文研究所），教授本土心理學、宗教現象學、宗教療癒等課程，並重新開設「生死學」課程，以海德格、齊克果的思想為基礎。
2012年9月7日，因糖尿病併發症，病逝花蓮慈濟醫院。余德慧逝世後，慈大宗教所林安梧提到：
|  | 「余」（「我」，本性）、「德」（德性、覺性）與「慧」（智慧）這三個「非常玄妙」，是余德慧教授的真正寫照，「余」而能有「德」，德而能有「慧」，他雖然離開了，但「智慧依舊如日月之光普照著大地」。 |

|  | 余教授是臨終關懷死亡現象學的人文臨床典範。余教授的獨特性在於他以身試法，而不是以法護身，他最看重的不是理論的咀嚼與理解，而是臨床的體認與契悟。 |

### 出版
余德慧曾擔任台灣第一本人文心理雜誌《張老師月刊》總編輯。在擔任總編輯期間，他開創了新穎的本土心理學研究領域，多次獲得行政院新聞局頒發的雜誌類金鼎獎。他在《張老師月刊》上撰寫的刊頭文章仍然給人留下深刻的印象。其文學作品，包括《生命夢屋》、《情話色語》、《觀山觀雲觀生死》、《生命宛若幽靜長河》、《生命史學》和《生死無盡》也被編成書籍出版。他同時擔任張老師出版社的總顧問，並在他的策劃下完成了暢銷書《前世今生》和《西藏生死學》。
2000年，心靈工坊文化公司成立，余德慧是主要的催生者之一，並擔任諮詢顧問召集人。他將身心靈整體療癒的理念引入出版界，推出了探討生病心理學的《病床邊的溫柔》、反思醫療倫理的《醫院裡的哲學家》、探究生命關懷的《道德的重量》，以及靈性療癒經典《好走：臨終時刻的心靈轉化》等書。余也創作多本生死學、臨終照護和宗教療癒領域書籍，包括《詮釋現象心理學》、《生死學十四講》、《台灣巫宗教的心靈療遇》和《臨終心理與陪伴研究》等重要的中晚期著作。

## 事業
余德慧為人文心理雜誌《張老師月刊》創辦人之一，並曾擔任其總編輯，擔任張老師出版社總顧問。
2000年成立的出版社心靈工坊，余德慧是主要催生者之一，他並擔任諮詢顧問召集人。《生死學十四講》、《生命史學》、《生死無盡》為其著作。2009年，余德慧主持「人文臨床與療癒研究室」。

## 著作
- 《焦慮的自我控制訓練法》，1978年，大洋出版。
- 《心靈魔法師：心理治療案例解析》，1982年，張老師文化出版。
- 《看遍心底事》，1983年，張老師文化出版。
- 《臺灣民俗心理輔導》，1985年，張老師文化出版。
- 《家庭親職功能對減低子女偏差行為的效應分析》，1985年，中國社會學出版。
- 《心理治療案例選粹》，1986年，張老師文化出版。
- 《人力資源開發影響因素調查研究報告》，1986年，中國生產力中心出版。
- 《男兒心事不輕談》，1987年，張老師文化出版。
- 《中國人的父母經：黏結與親情》，1987年，張老師文化出版。
- 《中國人的幸福觀：命運與幸福》，1987年，張老師文化出版。
- 《中國人的面具：人情與面子》，1988年，張老師文化出版。
- 《老實做人：一個心理學家的筆記一》，1988年，張老師文化出版。
- 《回首生機：一個心理學家的筆記二》，1988年，張老師文化出版。
- 《但願無悔：一個心理學家的筆記三》，1988年，張老師文化出版。
- 《感應之情：一個心理學家的筆記四》，1988年，張老師文化出版。
- 《心理資訊第一輯：孤獨其實是壞事》，1988年，張老師文化出版。
- 《心理資訊第二輯》，1988年，張老師文化出版。
- 《中國人的青春崇拜》，1990年，張老師文化出版。
- 《中國人的寬心之道》，1991年，張老師文化出版。
- 《中國人的自我蛻變：破繭與超越》，1991年，張老師文化出版。
- 《中國人的生命長河：反思與安頓》，1991年，張老師文化出版。
- 《中國人的愛與苦：犧牲與求全》，1991年，張老師文化出版。
- 《中國人的生命轉化：契機與開悟》，1991年，張老師文化出版。
- 《中國人的快樂觀：淡泊與豁達》，1992年，張老師文化出版。
- 《飛躍青春：邁向21世紀》，1992年，張老師文化出版。
- 《飛躍青春：學習》，1993年，張老師文化出版。
- 《中國男人的生涯觀：戰將與黑卒》，1993年，張老師文化出版。
- 《情話色語》，1994年，張老師文化出版。
- 《生命夢屋》，1994年，張老師文化出版。
- 《中國人的婚戀：允諾與嫁娶》，1994年，張老師文化出版。
- 《中國人的世間遊戲：人情與世故》，1995年，張老師文化出版。
- 《觀山觀雲觀生死》，1995年，張老師文化出版。
- 《感應之情》，1995年，張老師文化出版。
- 《生命史學》，2003年，心靈工坊出版。
- 《生死學十四講》，2003年，心靈工坊出版。
- 《生死無盡》，2004年，心靈工坊出版。
- 《臺灣巫宗教的心靈療遇》，2006年，心靈工坊出版。
- 《臨終心理與陪伴研究》，2006年，心靈工坊出版。
- 《臺灣巫宗教的心靈療遇 》，2006年，心靈工坊出版。
- 《生命宛若幽靜長河》，2010年，張老師文化出版。
- 《生死無盡，思念綿延：余德慧語錄》，2013年，心靈工坊出版。
- 《生命詩情》，2013年，心靈工坊出版。
- 《宗教療癒與生命超越經驗》，2014年，心靈工坊出版。
- 《宗教療癒與身體人文空間》，2014年，心靈工坊出版。
- 《生命轉化的技藝學》，2018年，心靈工坊出版。